# (36994) 2000 SP370
2000 SP370 (asteroide 36994) é um asteroide da cintura principal. Possui uma excentricidade de 0.16357040 e uma inclinação de 12.17559º.
Este asteroide foi descoberto no dia 25 de setembro de 2000 por LONEOS em Anderson Mesa.